# Consulat général de Madagascar à Saint-Denis
Le consulat général de Madagascar à Saint-Denis, aussi appelé consulat général de Madagascar à La Réunion, est le consulat que la République de Madagascar entretient dans le chef-lieu de l'île de La Réunion, un département d'outre-mer français dans le sud-ouest de l'océan Indien. Ses locaux se trouvent au 29, rue Saint-Joseph-Ouvrier, à Saint-Denis.